# Electrelane
Electrelane ist eine Band aus Brighton in England.

## Geschichte
Electrelane wurde 1998 von Verity Susman und Emma Gaze gegründet. Der Bandname ist eine Verbindung aus „electric“ und „Leenane“, einem Ort in Irland, dessen Foto zufällig an der Wand eines Pubs hing, welches die beiden nach einer Probe besuchten. Ihr Debütalbum Rock It to the Moon, auf dem vorwiegend Instrumentalstücke zu hören sind, wurde im April 2001 veröffentlicht.
Das zweite Album, The Power Out, wurde von Steve Albini produziert und enthält wesentlich mehr Gesangspassagen und stärker strukturierte Songs. Es wurde im Februar 2004 auf Too Pure Records veröffentlicht. Das dritte Album, Axes, wurde ebenfalls von Steve Albini produziert und am 9. Mai 2005 veröffentlicht.
Im Jahr 2007 veröffentlichten Electrelane das Album No Shouts No Calls und erklärten im November, dass sie eine unbestimmte Auszeit nehmen werden.
Im Sommer 2011 starteten Electrelane nach dreijähriger Pause eine neue Europatournee.

## Stil
Die Musik von Electrelane ist von einem breiten Spektrum an Einflüssen gekennzeichnet, unter anderem Krautrock, Postrock, Jazz und gelegentlich Klezmer. Auch die Bands Neu!, Sonic Youth und The Velvet Underground beeinflussten den Sound von Electrelane erheblich.

## Diskografie

### Alben
- 2001: Rock It to the Moon
- 2004: The Power Out
- 2005: Axes
- 2006: Singles, B-Sides & Live
- 2007: No Shouts, No Calls

### Singles
- 2000: Film Music / Come On
- 2000: Le Song / U.O.R.
- 2000: Gabriel
- 2001: Blue Straggler
- 2003: I Want to Be the President
- 2003: On Parade
- 2004: This Deed
- 2005: Two for Joy
- 2005: Bells
- 2007: To the East